# Pile à combustible à hydrure de bore direct
Les piles à combustibles à hydrure de bore direct ou DBFC (sigle de l'expression anglaise Direct Borohydride Fuel Cell) sont une sous-catégorie de piles à combustible alcalines dans lesquelles le combustible est une solution de borohydrure de sodium.

## Fonctionnement

### Principes généraux
Le borohydrure de sodium peut être utilisé dans des piles à combustible expérimentales comme stockage d'hydrogène. Il est, comme combustible, moins inflammable et moins volatil que le pétrole, mais beaucoup plus corrosif. Il est relativement intéressant d'un point de vue environnemental, puisqu'il se dégrade rapidement en sels inertes lorsqu'il est rejeté dans la nature. L'hydrogène est alors généré pour une pile à combustible par une décomposition catalytique de la solution aqueuse de borohydrure, selon la réaction suivante : NaBH4 + 2 H2O → NaBO2 + 4 H2
Cependant, il est plus intéressant d'oxyder ce combustible directement pour éviter la production d'hydrogène et, dans le même temps, augmenter légèrement le rendement énergétique :
- à la cathode : 2 O2 + 4 H2O + 8 e−  →  8 OH− E0 = 0,4 V/ESH
- à l'anode : NaBH4 + 8 OH−  →  NaBO2 + 6 H2O + 8 e− E0 = -1,24 V/ESH

La force électromotrice théorique est donc de 1,64 V.
Les DBFC pourraient être produites de manière moins onéreuse que les piles à combustible traditionnelles, ne nécessitant pas de catalyseurs comme le platine, et produisent plus d'énergie par unité de volume que ces dernières. Cependant, les DBFC produisent de l'hydrogène à partir d'une réaction secondaire de NaBH4 avec de l'eau chauffée par la pile. Cet hydrogène peut être soit extrait directement par échappement ou dirigé vers une pile à combustible conventionnelle. De plus, la pile à combustible produit de l'eau, qui peut être recyclée pour permettre des concentrations plus élevées en NaBH4.
Après avoir rejeté son hydrogène et avoir été oxydé, NaBO2 ou le borate est produit. Le borate est relativement inerte et non toxique ; c'est un détergent commun et un additif pour savons, bien qu'il soit toxique pour les fourmis et constitue donc un des composants des poisons pour fourmis. Le borax produit peut être extrait vers un réservoir à déchets ou une poche souple dans la pile à combustible.
Le borate peut être ré-hydrogéné en combustible borohydrure au moyen de différentes techniques, certaines d'entre elles ne nécessitant rien de plus que de l'eau et de l'électricité ou de la chaleur. Ces techniques sont toujours en développement actif.

### Remarques

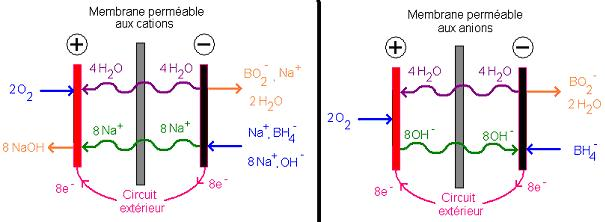
Schéma des deux fonctionnements possibles pour une DBFC.

Il existe deux types de DBFC qui ne diffèrent que par la nature de leur électrolyte solide (travailler avec un électrolyte solide permet d'éviter au maximum la carbonatation de l'électrolyte). Ainsi, soit l’électrolyte est une membrane polymère échangeuse de cations, et le courant est transporté dans la membrane par des cations comme Na+; soit l’électrolyte est une membrane anionique et le courant est transporté dans celle-ci par les ions OH−.

Les membranes actuellement les plus utilisées par les équipes de recherche sont des membranes protoniques, comme le Nafion, un polymère fluoré.

## Technologie et industrie

### Avantages
Stockage
L'utilisation d'un combustible permet un stockage plus facile que pour un combustible gazeux. Le borohydrure de sodium, d'énergie massique 9,3 kWh.kg−1 (à comparer avec les 6,3 kWh.kg−1 (comparaison vide, références ?)), délivre une force électromotrice théorique de 1,64 V, supérieure à la technologie concurrente de pile à combustible à méthanol direct (1,21 V). Cependant, le temps de demi-vie du borohydrure de sodium (sous des conditions d'acidité pH = 14) est de l'ordre de 180 jours, ce qui peut s'avérer problématique pour des applications à long terme.
Fonctionnement en milieu alcalin
Le fonctionnement en milieu alcalin (basique) offre deux avantages à la technologie DBFC :
- l'utilisation possible de catalyseurs non nobles (à l'inverse du palladium, par exemple), permettant ainsi de réduire les coûts.
- une meilleure cinétique de la réaction électrochimique par rapport à un milieu acide.

### Inconvénients
Hydrolyse des borohydrures
En pratique, il existe un problème anodique de compétition entre l’oxydation directe des borohydrures et leur hydrolyse, selon la réaction suivante :
{\displaystyle BH_{4}^{-}+2H_{2}O\rightleftarrows BO_{2}^{-}+4H_{2}}
Cette réaction parasite, bien que défavorisée cinétiquement en milieu alcalin, est catalysée par la plupart des catalyseurs utilisés pour l’oxydation des borohydrures, diminuant ainsi la puissance et limitant l’efficacité énergétique du système.
« Cross-over » dans les piles à combustibles liquides
Le phénomène de « cross-over », qui comprend de manière habituelle deux composantes : la diffusion et l'électro-osmose, constitue l'un des problèmes majeurs des piles à combustibles à alimentation liquide. Pour la DBFC, ce phénomène est moins important théoriquement que pour la DMFC : en effet, l’électro-osmose, qui est définie comme un flux d'ions OH− ou d'ions H+ solvaté par l’eau ou par le combustible, ne se produit pas dans les piles DBFC, les hydroxydes se déplacent de la cathode vers l'anode, et qu'il n'y a donc pas de flux de combustible.

### Verrous technologiques
La DBFC possède un nombre important de barrières technologiques à résoudre avant une possible commercialisation :
1. Il n’existe pas (pour le moment) de ionomère anionique commercial en solution. Or, pour pouvoir récupérer l’électricité produite par les réactions électrochimiques, il est nécessaire d’avoir un maximum de zones catalytiques permettant en même temps la conduction ionique et électronique. Si à l’anode la solution basique de combustible permet de conduire efficacement les ions dans tout le volume de la couche active, à la cathode les ions ne sont présents qu’à l’interface intime avec la membrane ce qui réduit considérablement la surface active puisqu’il n’y a plus de notion d’électrode volumique.
2. La réaction d’hydrolyse est importante et ne permet pas une utilisation maximale du combustible, l’efficacité énergétique du système en est donc pénalisée.
3. Il y a apparition de borohydrures (et/ou d'autres produits) à la cathode liée à un phénomène de cross-over non maîtrisé. L’étude et le développement de catalyseurs cathodiques non perturbés en présence de borohydrures sont donc nécessaires. Un travail sur la membrane est aussi nécessaire pour limiter le cross-over.

### Sur le combustible
Les borates produits sont relativement inertes et non toxiques pour les hommes (mais pas pour les fourmis). Ils sont communément utilisés comme détergents et additifs pour les savons. Les borates peuvent être ré-hydrogénés en NaBH4 par différentes techniques, dont certaines ne nécessitent comme apport que de l'eau et de l'énergie sous forme électrique ou thermique. Ces techniques sont toujours en développement.
Le borohydrure de sodium coûte actuellement environ 50 $/kg (40 €/kg environ), mais en procédant au recyclage du borax et à une production de masse, les coûts descendraient probablement vers 1 $/kg (0,8 €/kg).

## Sources
- (en) The Direct Sodium Borohydride Fuel Cell for Unmanned Underwater Vehicle Application [PDF]
- (en) MERIT reseach on DBFC